# AOC Ajaccio

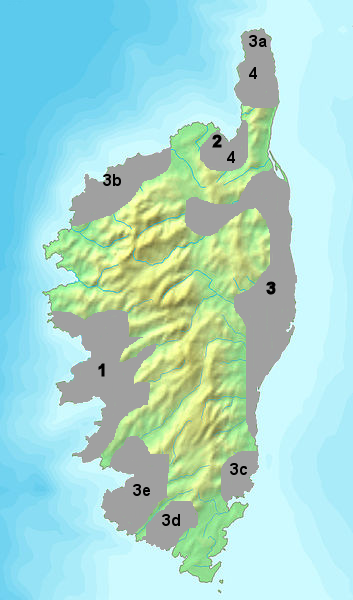
Vins de Còrsega:
1: àrea de l'AOC Ajaccio

La denominació AOC Ajaccio (Appellation d'Origine Contrôlée) regula els vins de qualitat de la costa occidental de Còrsega, al voltant d'Ajaccio des de Porto fins a Sartène. Fins al 1984 era anomenada Coteaux d'Ajaccio com a part de la denominació regional AOC Corse.

## Geografia
La vinya ocupa unes 230 hectàrees en un sòl granític. Són les vinyes amb més alçada de Còrsega, amb una altitud mitjana de 500 m, i les més assolellades de França amb 2.900 hores de sol anual.
El clima és mediterrani suavitzat per les brises (de mar, de terra i de muntanya) i pels vents: el mestral (maestrale), el llebeig (libecciu) i la tramuntana.

## Vinificació
El clima i el sòl afavoreixen l'adaptació del sciaccarellu, la varietat negra autòctona utilitzada com a mínim en un 60% en els vins negres i rosats. Altres varietats secundàries són: barbarossa, niellucio, samsó, garnatxa i carinyena.
En els vins blancs la varietat principal és el vermentinu, o malvasia de Còrsega, amb un 80% com a mínim, encara que té menys cos i menys caràcter que el cultivat al Cap Corse o a Patrimonio.
Els vins que es produeixen són:
- Vins negres elegants i àgils, d'un color un poc pàl·lid, amb aromes marcades de grosella, gerd, pebre, ametlla...
- Vins rosats de color clar, refrescants i molt fruitosos amb matisos d'espècies.
- Vins blancs són de color palla amb reflexos verds i d'aroma floral.